# Décès en 933
Décès
- 929
- 930
- 931
- 932
- 933
- 934
- 935
- 936
- 937

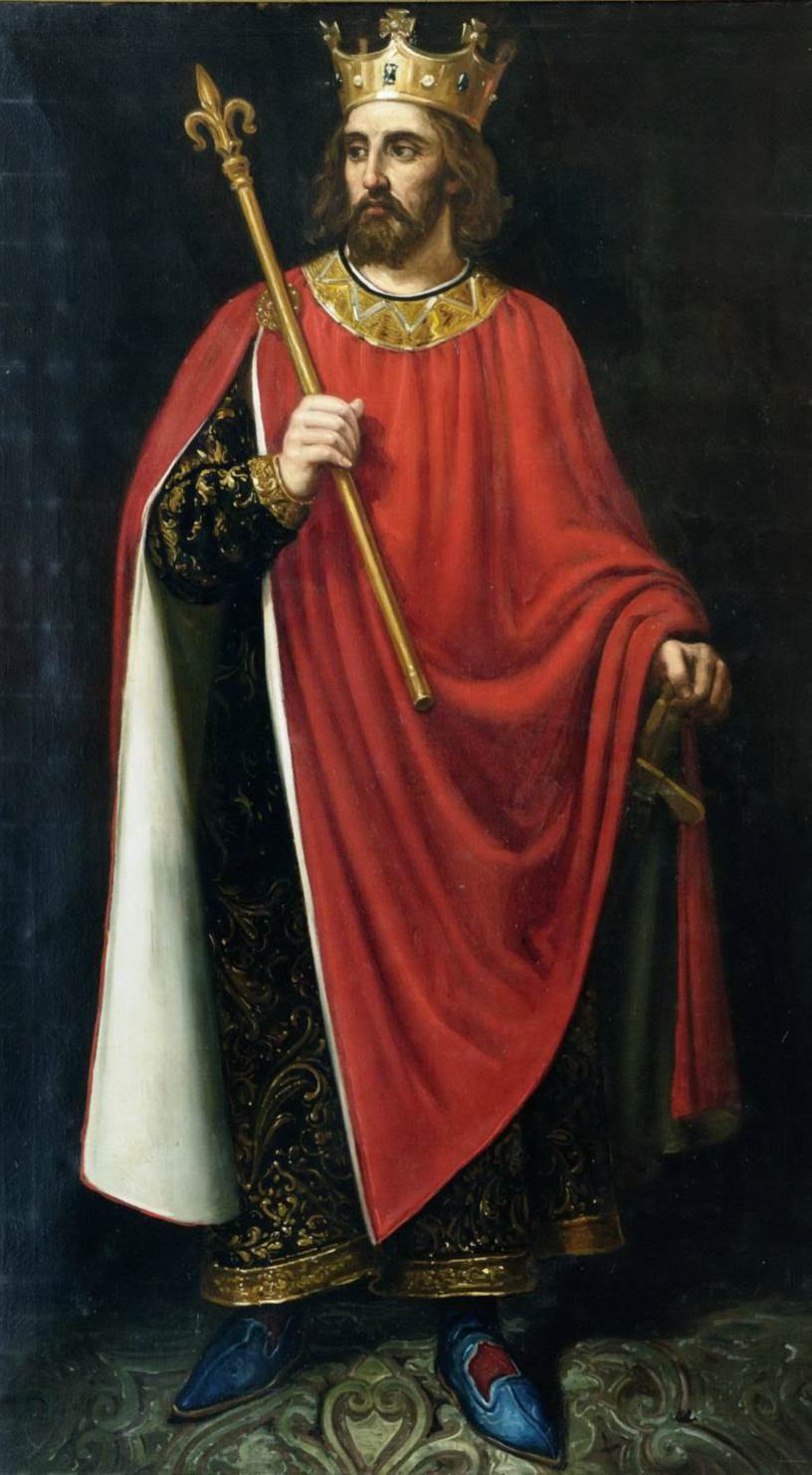
Alphonse IV de León, mort en 933.

Cette page dresse une liste de personnalités mortes au cours de l'année 933 :
- 15 décembre : Mingzong, empereur de Chine (Tang postérieurs).

- Acfred II de Carcassonne, comte de  Carcassonne.
- Adalolphe de Boulogne, comte de Boulogne.
- Alphonse IV de León, dit le moine, roi de León et des Asturies.
- Du Guangting, écrivain chinois et taoïste.
- Edwin, prince de la maison de Wessex.
- Harald Ier de Norvège, surnommé Harald à la Belle Chevelure, premier roi de Norvège.
- Fujiwara no Kanesuke, poète de waka du milieu de l'époque de Heian et membre de la noblesse japonaise.
- Mou'nis al-Muzaffar, général en chef de l'armée du califat abbasside.

## Crédit d'auteurs
- Cet article est partiellement ou en totalité issu de l'article intitulé « 933 » (voir la liste des auteurs).